# Gavet de la Conca
Gavet de la Conca – gmina w Hiszpanii, w prowincji Lleida, w Katalonii, o powierzchni 90,86 km². W 2011 roku gmina liczyła 306 mieszkańców.